# Paraxenylla
Paraxenylla är ett släkte av urinsekter. Paraxenylla ingår i familjen Hypogastruridae.
Kladogram enligt Catalogue of Life:
| Paraxenylla | \| \| Paraxenylla affiniformis \| \| \| \| \| \| Paraxenylla arenosa \| \| \| \| \| \| Paraxenylla cubana \| \| \| \| \| \| Paraxenylla lapazana \| \| \| \| \| \| Paraxenylla mangle \| \| \| \| \| \| Paraxenylla oceanica \| \| \| \| \| \| Paraxenylla peruensis \| \| \| \| \| \| Paraxenylla piloua \| \| \| \| |
|             | \| \| Paraxenylla affiniformis \| \| \| \| \| \| Paraxenylla arenosa \| \| \| \| \| \| Paraxenylla cubana \| \| \| \| \| \| Paraxenylla lapazana \| \| \| \| \| \| Paraxenylla mangle \| \| \| \| \| \| Paraxenylla oceanica \| \| \| \| \| \| Paraxenylla peruensis \| \| \| \| \| \| Paraxenylla piloua \| \| \| \| |
|             | Paraxenylla affiniformis |
|             | |
|             | Paraxenylla arenosa |
|             | |
|             | Paraxenylla cubana |
|             | |
|             | Paraxenylla lapazana |
|             | |
|             | Paraxenylla mangle |
|             | |
|             | Paraxenylla oceanica |
|             | |
|             | Paraxenylla peruensis |
|             | |
|             | Paraxenylla piloua |
|             | |